# 阳平关之战 (1236年)
阳平关之战，南宋端平三年（元太宗八年，1236年）九月，蒙古帝国窝阔台攻宋，蒙古军于阳平关（今陕西勉县西老勉县）全歼曹友闻之军的作战。
1236年九月，阔端率蒙古、西夏、女真、回回、吐蕃、渤海等民族军号称五十余万，分兵两路攻打四川，合击成都。一路由宗王末哥率领攻宕昌、阶州（今甘肃武都）等城，直趋成都。一路由阔端亲率主力出大散关（今陕西宝鸡西南），攻下武休关（今陕西留坝东南），击败都统李显忠，占领兴元府（今陕西汉中）。另派兵猛攻大安军（今陕西宁强西北）。
四川制置使赵彦呐派扼守仙人关（今甘肃徽县东南）的利州都统制曹友闻退守大安军。曹友闻认为大安军平坦，利于骑兵，不利步兵防守，建议还是守卫仙人关，以威胁蒙古军后方，使他们不敢长驱直入。赵彦呐没有采纳，一天发出七道令牌，强迫曹友闻转守大安。九月初九日，曹友闻退至大安。九月十六日，曹友闻与下属商议，大安无险可守，只有鸡冠山一堡可守，但是无粮无水，若坚持五日，可有转机。诸将认为堅守不战，可超过五日。
曹友闻于是派弟弟四川制置司帐前总管曹万，率一万大军到鸡冠隘（今陕西勉县西南）守卫。曹友闻亲自率精锐万人设伏，商定如果蒙古军攻打阳平关，诈败入堡，曹友闻乘机攻打其后方，两声鼓为号，内外夹击，大开阳平关城门，炊烟不出。九月廿一日，曹友闻选精兵七千七百人，从大安渡江逆江而上三百里，再渡江到刘溪、黑水一带谷地设伏。九月廿二日，蒙古军分批到达，曹万、刘孝全率军在关外迎战，蒙古军败，下午，曹万退入鸡冠隘堡，蒙古军将其包围。九月廿七日，曹友闻探知蒙古军掠夺大安，命大军到阳平关集结，走了二十里，天降暴雨，夜间人马困乏。部将吕嗣宗建议到天明再走，曹友闻考虑到鸡冠隘堡原计划坚持五日，现在已经八天，遂令大军继续前进。到达水牛岭，分三路攻打蒙古军营地，战至天明，攻破数十营，直插阳平关。曹万等将领，听到鼓声率军出堡夹击。九月廿八日，战至回回寨，阔端想要逃跑，汪世显率军从大安前来援救，阔端于是分骑兵为百十队，向宋军轮番进攻。宋军寡不敌众，战斗力大减，曹友闻中流矢，下马步战而死。曹万率领仅存五百人入堡。九月廿九日，曹万、刘孝金等见赵彦呐不派援军，城中无粮，率军突围，转战到龙门（阳平关附近的龙门洞），全部战死。